# Кубок Німеччини з футболу 1969
Кубок Німеччини з футболу 1969 — 26-й розіграш кубкового футбольного турніру в Німеччині, 17 кубковий турнір на території Федеративної Республіки Німеччина після закінчення Другої світової війни. У кубку взяли участь 32 команди. Переможцем кубка Німеччини вчетверте у свої історії стала мюнхенська Баварія.

## Перший раунд
| Команда 1                      | Рахунок | Команда 2               |
| ------------------------------ | ------- | ----------------------- |
| 4 січня 1969                   |         |                         |
| Ворматія (Вормс) (2)           | 2:3     | Пройсен Мюнстер (2)     |
| Боруссія (Менхенгладбах)       | 5:2     | Герта (Західний Берлін) |
| Рот-Вайс (Ессен) (2)           | 1:2     | Вердер                  |
| Альзенборн (2)                 | 2:1     | Дуйсбург                |
| Айнтрахт (Трір) (2)            | 1:3     | Нюрнберг                |
| Рот-Вайс (Обергаузен) (2)      | 2:3 дч  | Шальке 04               |
| Ян (Регенсбург) (2)            | 0:1     | Алеманія (Аахен)        |
| Фрайбургер (2)                 | 0:1     | Кайзерслаутерн          |
| 5 січня 1969                   |         |                         |
| Лангенхорнер (Гамбург) (2)     | 1:2     | Спербер (Гамбург) (2)   |
| Вольфсбург (2)                 | 1:2     | Гамбург                 |
| 15 січня 1969                  |         |                         |
| Армінія (Ганновер) (2)         | 4:0     | Швайнфурт (2)           |
| 22 січня 1969                  |         |                         |
| Штутгарт                       | 1:0     | Кельн                   |
| 28 січня 1969                  |         |                         |
| Айнтрахт (Брауншвейг)          | 1:0     | Мюнхен 1860             |
| 5 лютого 1969                  |         |                         |
| Баварія (Мюнхен)               | 0:0 дч  | Кікерс (Оффенбах)       |
| Айнтрахт (Франкфурт-на-Майні)  | 6:2     | Боруссія (Дортмунд)     |
| 11 лютого 1969 (перегравання)  |         |                         |
| Кікерс (Оффенбах)              | 0:1     | Баварія (Мюнхен)        |
| 12 лютого 1969                 |         |                         |
| Вакер 04 (Західний Берлін) (2) | 1:4     | Ганновер 96             |

## Другий раунд
| Команда 1                     | Рахунок | Команда 2                     |
| ----------------------------- | ------- | ----------------------------- |
| 15 лютого 1969                |         |                               |
| Гамбург                       | 2:0 дч  | Боруссія (Менхенгладбах)      |
| Алеманія (Аахен)              | 2:0     | Пройсен Мюнстер (2)           |
| Баварія (Мюнхен)              | 1:0     | Армінія (Гамбург) (2)         |
| Шальке 04                     | 3:1     | Альзенборн (2)                |
| Кайзерслаутерн                | 1:0     | Айнтрахт (Франкфурт-на-Майні) |
| Вердер                        | 5:0     | Айнтрахт (Брауншвейг)         |
| Ганновер 96                   | 2:2 дч  | Штутгарт                      |
| 5 березня 1969 (перегравання) |         |                               |
| Штутгарт                      | 0:1     | Ганновер 96                   |
| 2 квітня 1969                 |         |                               |
| Спербер (Гамбург) (2)         | 0:0 дч  | Нюрнберг                      |
| 12 квітня 1969 (перегравання) |         |                               |
| Нюрнберг                      | 7:0     | Спербер (Гамбург) (2)         |

## Чвертьфінали
| Команда 1      | Рахунок | Команда 2        |
| -------------- | ------- | ---------------- |
| 3 квітня 1969  |         |                  |
| Гамбург        | 0:2     | Баварія (Мюнхен) |
| Шальке 04      | 2:0     | Алеманія (Аахен) |
| Кайзерслаутерн | 3:0     | Вердер           |
| 23 квітня 1969 |         |                  |
| Нюрнберг       | 1:0     | Ганновер 96      |

## Півфінали
| Команда 1                     | Рахунок | Команда 2      |
| ----------------------------- | ------- | -------------- |
| 3 травня 1969                 |         |                |
| Баварія (Мюнхен)              | 2:0     | Нюрнберг       |
| Кайзерслаутерн                | 1:1 дч  | Шальке 04      |
| 13 травня 1969 (перегравання) |         |                |
| Шальке 04                     | 3:1     | Кайзерслаутерн |

## Фінал
| 14 червня 1969 16:00 (CET) |

| Баварія (Мюнхен) | 2:1      | Шальке 04     |
| ---------------- | -------- | ------------- |
| Мюллер 12' 35'   | Протокол | Польшмідт 20' |

| Вальдшта́діон, Франкфурт-на-Майні Глядачів: 60 000 Арбітр: Гельмут Фрітц |